# یوناتان استرانکس
یوناتان استرانکس (به انگلیسی: Jonathan Stranks) ژیمناست زادهٔ ۱۶ دسامبر ۱۹۹۴ میلادی اهل کشور بریتانیا است.